# Camp de Helmstedt-Beendorf
Le KZ Beendorf, camp de Helmstedt-Beendorf (ou SS-Arbeitslager A3 pour son appellation officielle) est un camp de la Seconde Guerre mondiale de type kommando, situé à Beendorf (devenu Land de la Saxe-Anhalt), près de Helmstedt. Il s'agissait d'un sous-camp dépendant de ceux de Neuengamme et de Ravensbrück, où les prisonniers travaillaient dans des mines de sel pour le compte de l'armée de l'air allemande.

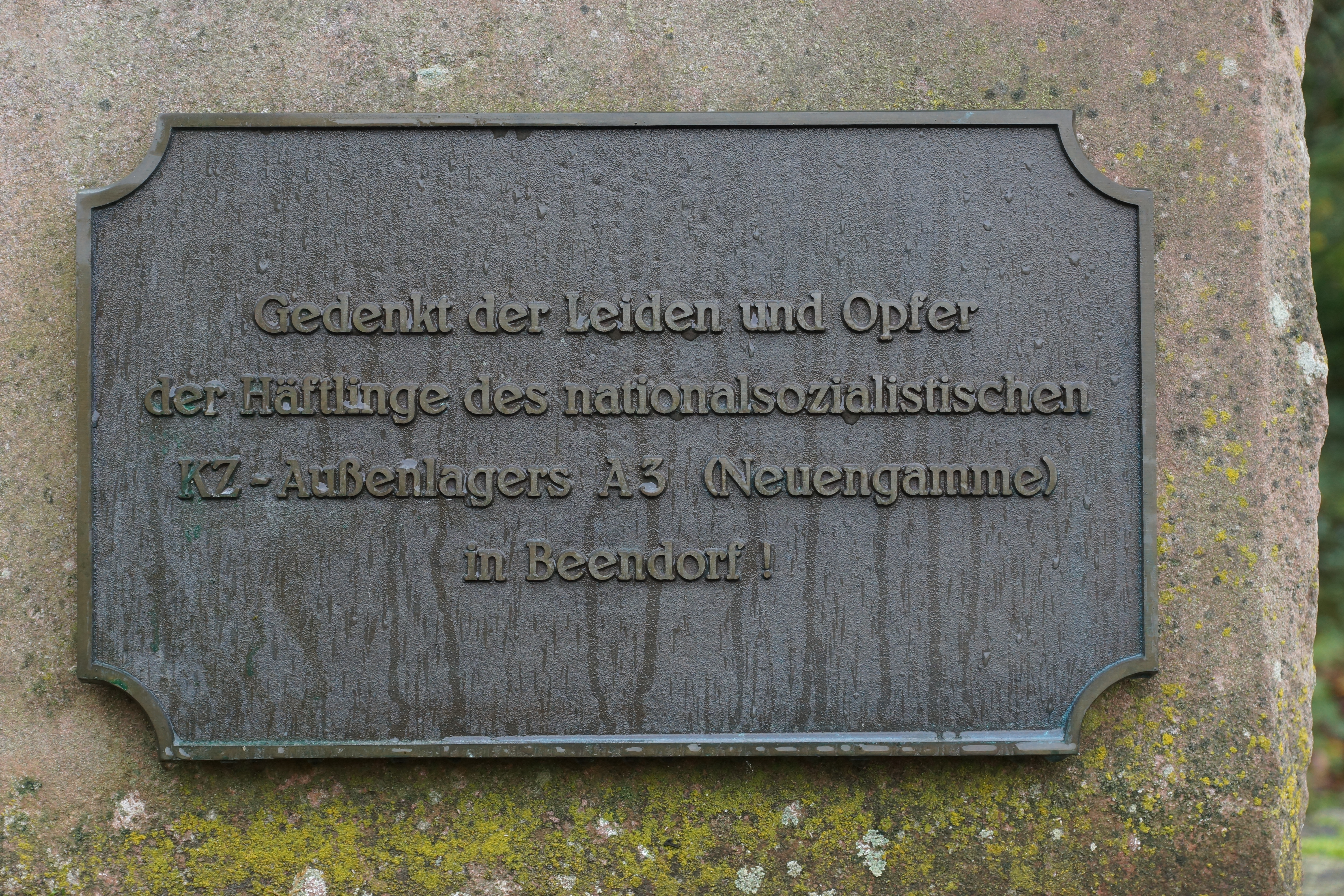
Plaque rappelant l'existence du camp à Beendorf, sur un monument érigé en 1958 à la mémoire des victimes du fascisme.

## Origines
En 1944, face aux raids aériens alliés, les autorités militaires  allemandes créent le « Jägerstab » pour coordonner le transfert en lieu sûr de la production de matériel essentiel à la conduite de la guerre aérienne.
Dans d'anciennes mines de sel situées à Beendorf près de Helmstedt, deux Kommandos extérieurs du camp de concentration de Neuengamme (un Kommando de femmes et un Kommando d'hommes) sont mis en place pour transférer sous terre les ateliers des usines Askania-Werke AG et Luftfahrtgerätewerke Hakenfelde GmbH, une filiale de Siemens & Haske AG,,.
Les deux kommandos (désignés A III) sont placés sous la responsabilité du SS Obersturmführer Gerhard Poppenhagen, un ancien de Neuengamme, assisté par quelques SS, 300 gardiens membres de la Luftwaffe et une cinquantaine de gardiennes dévolues à la surveillance des déportées,,.
Les déporté(e)s sont logé(e)s dans des hangars du Luftmunitionsanstalt (Institut des munitions aériennes) : le hangar n° 13 héberge 800 hommes au premier étage et 1 200 femmes au deuxième, et le hangar n° 14 héberge 500 femmes juives.

## Kommando Helmstedt-Beendorf (hommes)
Les premiers détenus hommes arrivent à Beendorf le 17 mars 1944. Ils doivent aménager des sites de production souterrains dans deux mines de sel : « Marie » (à Beendorf) et « Bartensleben » (à Morsleben), rebaptisées « Bulldogge » et « Iltis » après leur reconversion en sites industriels. On estime que l'effectif déployé est de 2 000 prisonniers environ.
L'aménagement de Bartensleben s'achève en août 1944 et plusieurs convois acheminent alors des contingents de déportées pour débuter la production de l'usine Askania. La mine a été aménagée sur trois niveaux comportant chacun une galerie de 100 mètres de long, 25-30 mètres de large et 15 mètres de haut, mettant à disposition 38 000 m2 d'ateliers de production.
Le kommando commence alors l'aménagement du puits Marie. Le plan prévoit que cette seconde mine dispose de deux plates-formes situées à 360 mètres sous terre, totalisant 34 ateliers normaux de 400 m2 et 2 grands ateliers faisant chacun plus de 6 700 m2. Le site doit employer mille prisonniers par quart (640 sur la chaîne et 360 dans les magasins, les offices et l'encadrement).
Le 25 mars 1945, l'effectif du kommando est de 745 hommes. Mais les conditions de vie et de travail impliquant une rotation permanente pour remplacer les détenus inaptes, le nombre de déportés passés par ce kommando est beaucoup plus élevé.

## Kommando Helmstedt-Beendorf (femmes)
Un premier contingent de 500 déportées allemandes et françaises arrive en provenance de Ravensbrück début août 1944. Plusieurs autres transports, toujours de Ravensbrück, suivent en septembre et octobre 1944, constitués principalement de Polonaises. 500 déportées juives venant de Bergen-Belsen les rejoignent en décembre. Toutes les femmes sont affectées au site de Bartensleben.
Au total, 2 500 détenues (en majorité allemandes, soviétiques, polonaises et françaises) sont affectées à la production de munitions et de pièces de rechange pour l'armée de l'air, l'avion Me-262 et les fusées V1 et V2 (pilotages automatiques, systèmes de commandes, gouvernails), ainsi que des périscopes pour sous-marins. Elles travaillent 72 heures par semaine à 425-465 mètres de profondeur,.

## Évacuation
Après avoir servi de camp de délestage pour Gross-Rosen, Braunschweig (école de cavalerie SS) et Porta Westfalica, les deux camps sont évacués entre le 8 et le 10 avril 1945 : 1 350 hommes et 3 000 femmes sont dirigés vers le nord, dans des wagons de marchandises, jusqu'à  Wöbbelin, où ils arrivent le 16 avril,,.
Contrairement aux hommes, qui restent à Wöbbelin, les femmes poursuivent leur périple. Leur train étant arrêté trois jours en gare de Sülstorf (Mecklembourg), de nombreuses femmes y meurent de faim et de soif et sont enterrées sur place par des habitants du village.
Le 20 ou le 21 avril, le convoi atteint Hambourg, où les détenues sont réparties dans les kommandos d'Eidelstedt, Langenhorn, Sasel et Wandsbek.
Le 1er  mai, la majorité d'entre elles parviennent à quitter Hambourg dans un train de la Croix-Rouge suédoise, qui gagne la Suède via le Danemark,.

## Mémorial
Beendorf se trouvant dans la zone frontalière interdite de l'ancienne RDA, le site du camp n'a été accessible qu'après 1989. Dans le cimetière, se trouve une fosse commune contenant une centaine de victimes des Kommandos Helmstedt-Beendorf. Une stèle de la Fédération Internationale des Résistants et une autre stèle portant une inscription plus exhaustive rappellent l'existence du camp. Dans les années 1960, un mémorial a été inauguré au centre du bourg.
En 1947, la fosse commune contenant les dépouilles de 53 femmes juives a été découverte à Sülstorf, où le train des déportées a stationné pendant trois jours après l'évacuation du camp. La communauté juive du land de Mecklembourg y a inauguré en 1951 un mémorial, dont la l'entrée est ornée d'une grande étoile de David, un des rares site de mémoire juive visible dans l'ancienne RDA,.

## Principales déportées connues
- Alice Yahiel, danseuse de formation, arrière-petite cousine de la Petite danseuse de quatorze ans sculptée par Degas, mère de la résistante Simone Jacques-Yahiel et épouse du résistant Jacques Yahiel, tous membres du réseau Brandy. Transférée depuis Ravensbrück en août 1944 grâce à Claire Van den Boom, infirmière belge au revier. Avec sa fille et d'autres déportées, elle continua à résister en sabotant les pièces fabriquées pour l'aviation allemande.
- Simone Jacques-Yahiel, danseuse étoile, fille d'Alice Yahiel, membre du réseau Brandy. Elle fut transférée, comme sa mère, depuis Ravensbrück en août 1944 grâce à Claire Van den Boom, infirmière belge au revier.
- Nelly Huri (1907-1998), résistante. Le 13 mai 1944 Nelly Huri est déportée à Ravensbrück et son matricule est le 39 238[4].